# Carlos Góngora
Pour les articles homonymes, voir Gongora (homonymie).
Carlos Góngora Mercado est un boxeur équatorien né le 25 avril 1989.

## Carrière
Sa carrière amateur est principalement marquée par deux médailles de bronze remportées aux Jeux panaméricains de Rio de Janeiro en 2007 et de Guadalajara en 2011, respectivement en poids moyens et poids mi-lourds.

## Palmarès

### Jeux olympiques
- Qualifié pour les Jeux de 2012 à Londres, Angleterre

### Jeux panaméricains
- Médaille de bronze en -75 kg en 2007 à Rio de Janeiro, Brésil
- Médaille de bronze en -81 kg en 2011 à Guadalajara, Mexique.

### Jeux sud-américains
- Médaille d'argent en -75 kg en 2006 à Buenos Aires, Argentine

## Référence
1. ↑  (en) Résultats des compétitions de boxe aux Jeux panaméricains 2007